# José Tirado Castilla
José Tirado Castilla (Sevilla, 4 de novembre de 1965) és un exfutbolista andalús, que jugava com a defensa.

## Trajectòria esportiva
Va començar a destacar a les files del Sevilla FC, tot formant part del conjunt sevillà a la segona meitat dels 80. Però, la seua presència sobre el camp va ser testimonial: tan sols hi disputa 13 partits entre la 84/85 i la 90/91 (d'ells, 11 a la 86/87).
Trobaria la titularitat més tard a les files del CF Extremadura. La temporada 95/96 va formar part de l'històric ascens a la màxima categoria. Tirado va ser peça clau al marcar 10 gols en 36 partits. En Primera, però, no va tenir tanta continuïtat i només va jugar 15 partits i va marcar un gol. A més a més, el seu equip va descendir. La 97/98 seria la darrera temporada de Tirado amb l'Extremadura, en la categoria d'argent, on encara va gaudir de menys minuts que a la campanya anterior.